# Wohnstallhaus (Kirchhausen)

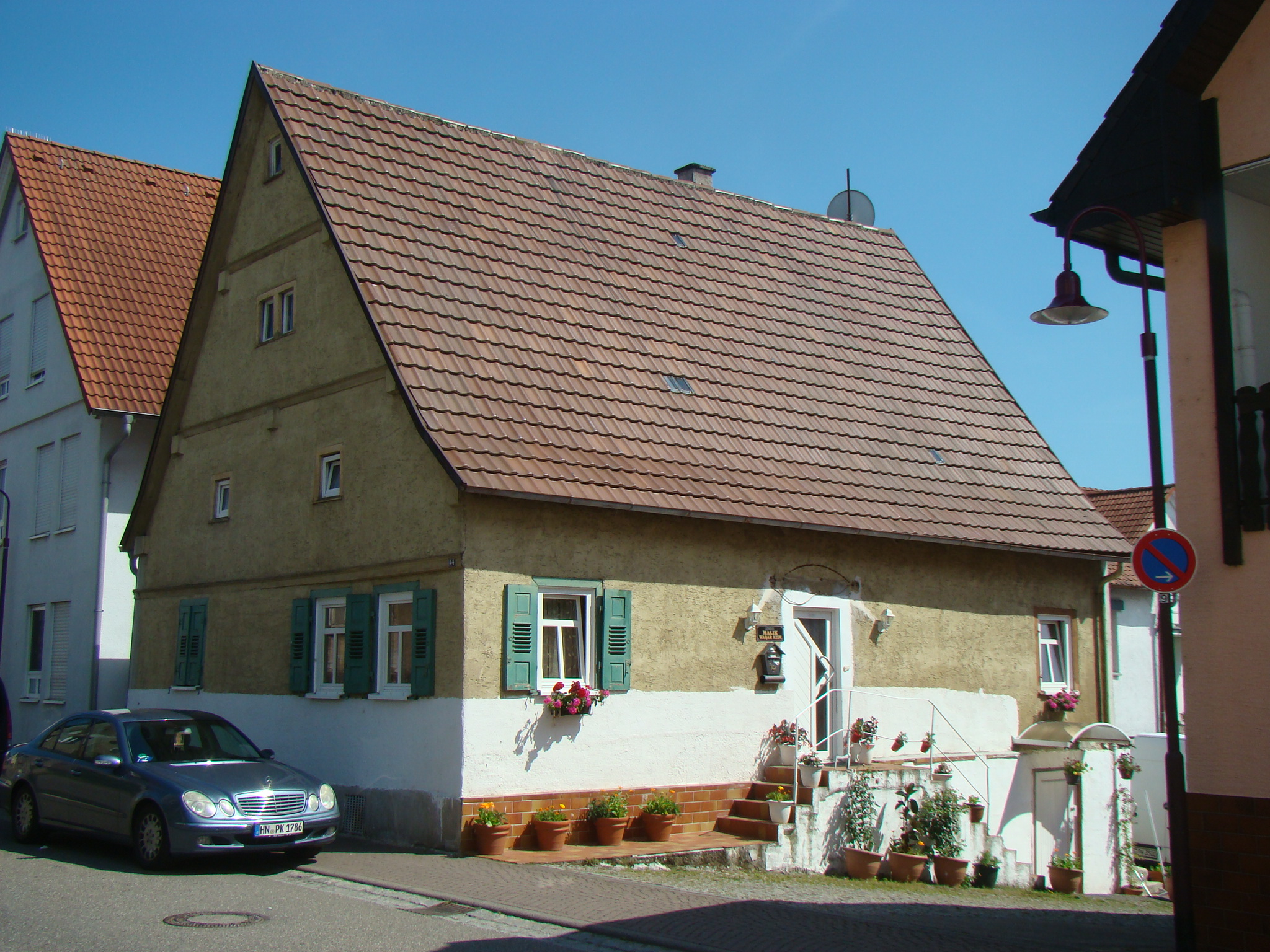
Wohnstallhaus in Kirchhausen

Das Wohnstallhaus an der Deutschritterstraße 44 im Heilbronner Stadtteil Kirchhausen wurde um 1700 errichtet. Es war das Hauptgebäude eines Hakengehöfts im Ort. Das eingeschossige, verputzte Fachwerkhaus ist das einzig verbliebene Gebäude des Hofes, dem einst noch andere Gebäude angehörten. Das denkmalgeschützte Gebäude gilt als Kulturdenkmal.

## Beschreibung
Das Gebäude steht in Hanglage, wobei das Sockelgeschoss zur Hofseite hin als Vollgeschoss ausgeformt wurde. Bemerkenswert ist die Konstruktion eines Kniestockdaches, die relativ selten ist, wobei das Sparrendach auf einem Stichgebälk errichtet worden ist.